# ひな鳥の冒険
『ひな鳥の冒険』（原題：Piper）は、ピクサー・アニメーション・スタジオ制作、アラン・バリラーロ監督による上映時間6分の短編アニメーション映画。第89回アカデミー賞短編アニメ賞を受賞した。

## 概要
アメリカ合衆国で2016年6月17日、日本で7月16日公開。同時上映は『ファインディング・ドリー』。
鳥が主人公のピクサー映画としては、『フォー・ザ・バーズ』、『晴れ ときどき くもり』に続き3作目。またピクサー映画としてアカデミー賞短編アニメ賞を受賞したのは『フォー・ザ・バーズ』以来となる。

## あらすじ
浜辺に住むシギの雛は、臆病のあまり食糧の貝を海に取りに行く事も出来ずにいた。空腹状態の雛は食糧を求めて海に行くも、波を恐れ逃げてしまう。 そんな中、雛は浜辺にいたヤドカリの子供に出会う。ヤドカリに着いて行くのに夢中になった雛は、波が押し寄せてきている事に気づかず、誤って波に飲まれてしまう。しかし、普段砂の中に埋もれている貝が水中では剥き出しになっている事に気付いた雛は、その出来事をきっかけに他の鳥よりも貝をたくさん集められるようになったのだった。